# Filip Tončinić
Filip Tončinić (Opatija, Croacia, 13 de noviembre de 1984) es un baloncestista croata. Con 2,13 de estatura, juega en la posición de pívot y actualmente juega en el Club Melilla Baloncesto de la Liga LEB Oro.

## Trayectoria
Filip completó su formación en los Estados Unidos, primero en Tallahassee CC y sus últimos tres años enrolado en la Universidad Texas A&M. De ahí dio su salto a profesionalismo en Siria con el Wehda Damascus donde jugó durante dos temporadas. 
En 2012 decidió volver a su país para defender los colores del KK Zadar, donde jugó ocho partidos antes de terminar la temporada en el Sendai 89ers japonés. Tras regresar a la liga croata con el VROS Darda donde tuvo unos destacados números, alcanzando un promedio de 21,4 puntos y 8,1 rebotes en 34,7 minutos en pista, en 2015 hace su debut en la LEB Oro con el San Pablo Burgos, donde promedió 11.8 puntos y 6 rebotes en su primer año. Tras realizar la pretemporada con el Morabanc Andorra, en la temporada 2016-17 vuelve a Burgos, donde ese año conseguiría el ascenso a la Liga Endesa.
Más tarde, el pívot desarrollaría su carrera en equipos de Irán y Croacia, entre otros.
En noviembre de 2019, vuelve a España para reforzar al Marín Peixegalego de LEB Oro. Durante su estancia en tierras gallegas, Toncinic mostró solidez en la zona, promediando 8.9 puntos y 7.1 rebotes en 7 partidos disputados.
En febrero de 2020, el pívot croata firma por el TAU Castelló de LEB Oro hasta el final de temporada sustituyendo a su compatriota Aleksandar Marcius con el que solo pudo participar en dos encuentros tras cancelarse la competición por el COVID-19.
Durante la temporada 2020-21, firma por el KK Kvarner de la segunda división croata, donde promedia 20.5 puntos y 6.9 rebotes.
El 6 de febrero de 2021, regresa a España para jugar en el Club Melilla Baloncesto de la Liga LEB Oro.

## Clubes
- 2007-2010 Universidad de Texas A&M  Estados Unidos
- 2010-2012 Wehda Damascus  Siria
- 2012 KK Zadar  Croacia
- 2012 Sendai 89ers  Japón
- 2014-2015 VROS Darda  Croacia
- 2015-2016 San Pablo Inmobiliaria Burgos  España
- 2016-2017 Shahrdary Gorgan  Irán
- 2017-2018 Ilirija Basket  Eslovenia
- 2017-2018 Mahram Tehran BC  Irán
- 2017-2018 KK Cedevita  Croacia
- 2018-2019 KK Hermes Znalitica  Croacia
- 2019-2020 Club Baloncesto Peixefresco Marín  España
- 2020 TAU Castelló  España
- 2020-2021 KK Kvarner  Croacia
- 2021-Act. Club Melilla Baloncesto  España